# Frankatura fantazyjna
Frankatura fantazyjna – frankatura, która została użyta z prywatnej inicjatywy i wbrew przepisom pocztowym.
Wyróżnia się kilka rodzajów frankatury fantazyjnej:
- winietki dobroczynne, nalepki propagandowe itp.,
- znaczki opłat niepocztowych (np. administracyjne),
- znaczki pocztowe niedopuszczone do obiegu przez pocztę,
- reprodukcje znaczków pocztowych,
- znaczki pocztowe z prywatnymi nadrukami bez zgody poczty,
- obce znaczki pocztowe.